# Entomacis graeffei
Entomacis graeffei is een vliesvleugelig insect uit de familie van de Diapriidae. De wetenschappelijke naam van de soort is voor het eerst geldig gepubliceerd in 1909 door Kieffer.